# Émile Motte
Pour les articles homonymes, voir Motte.
Émile Motte, né le 18 février 1860 à Mons, mort en 19 juin 1931 à Schaerbeek, (Bruxelles) est un artiste peintre belge appartenant au groupement symboliste. Il a représenté des scènes de genre, des sujets allégoriques, des portraits et des paysages. Il a été directeur de l’Académie royale des Beaux-Arts de Mons,.

## Biographie
Émile Motte, né le 18 février 1860 à Mons, est le fils de Victor Motte, peintre, et de Natalie Richard.
Attiré très jeune par la peinture, il s'inscrit en 1876 à l'Académie royale des Beaux-Arts de Mons où il étudie le dessin puis la peinture  auprès d'André Hennebicq (1836-1904) et d'Antoine-Joseph Bourlard (1826-1899). Il se fait admettre ensuite à l'Académie d'Anvers où il travaille sous la direction de Polydore Beaufaux (1829-1905).
À la mort de son père, privé de tout soutien, il doit abandonner l'Académie et revenir à Mons pour y reprendre l'entreprise paternelle, activité qu'il poursuit près de dix ans. Fidèle à la peinture, il y consacre ses dimanches et les jours de chômage. C'est dans ces conditions qu'il peint Christ mort exposé au Salon de Paris en 1886. En 1887, il entre dans l'atelier du peintre d'histoire, Jean-Paul Laurens (1838-1921) dont il suit les leçons pendant deux ans à l'Académie Julian à Paris. En 1893, il montre à Paris Vierges folles et Tête d'enfant. La même année, au Salon de Bruxelles, il présente Tête d'homme, un autoportrait et Anne-Marie. Au Salon de Paris en 1896, Étude auto-psychique est acquise par l'état français pour le Musée du Luxembourg.
En 1897 et 1898, il entreprend une série de voyages à travers l'Europe artistique. Il participe au 6e Salon de la Libre Esthétique à Bruxelles en 1899. Pour faire face à une critique défavorable à son encontre, il prend la plume pour défendre son art et publie: Une heure d'Art . En 1903, dans les mêmes circonstances, il publie La vérité sur le Salon Triennal.
Émile Motte enseigne à l'Académie de Mons, sa ville natale, dont il prend la direction en 1899 à 1928. Il forme notamment les peintres Alfred Duriau, Victor Dieu, Fernand Gommaerts et Taf Wallet.
Pendant la Première Guerre mondiale, il quitte la Belgique occupée par l'armée allemande pour l'Angleterre et y enseigne.
Au niveau stylistique, il fait partie du groupe des peintres idéalistes belges. Son art subtil et raffiné se rattache aux maîtres italien du XVe siècle et de l'école préraphaélite anglaise.
Selon Léon Tombu, « Émile Motte est de ceux qui cherchent avant tout à imprimer à leurs oeuvres une beauté élevée, stylique, qui puise sa richesse dans la correction, ou plutôt dans l'impeccabilité de la forme ». « Sa peinture relève du symbolisme et est influencée par le préraphaélisme (figures allégoriques, portraits, paysages baignés de mystère ».
Il était membre de la Commission royale des monuments et des sites.
Ses œuvres sont conservées dans les collections de l'Etat belge, dans les musées des Beaux-Arts de Bruxelles, Mons et Tournai.

## Œuvres
- L'Homme à la loupe.
- La Paix divine.
- Les Vierges folles, Musée des beaux-arts de Mons.
- Étude autopsychique, Musée d'Orsay, 1893.
- La Jeune fille à la robe d'argent, 1894.
- Portrait d'Hector Denis, peinture à l'huile sur toile, Université libre de Bruxelles - Archives, patrimoine, réserve précieuse, 1894.
- Aux temps des aïeux, Collection ville de Mons-Artothèque, 1899.
- L'Homme à la louve, 1929.
- La Casaque Japonaise, 1929.

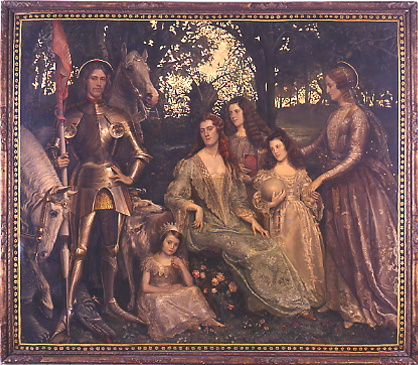
Émile Motte : Au temps des aïeux

## Distinctions belges
- Officier de l'ordre de la Couronne.
- Chevalier de l'ordre de Léopold en 1898.
- Croix civique de 1re classe.